# Zond 1967A
La missione Zond 1967A (in russo Зонд 1967А), conosciuta anche come Soyuz 7K-L1 No.4L (in russo Союз 7К-Л1 №4Л), fu una missione spaziale del programma spaziale sovietico, che aveva l'obiettivo di compiere il primo sorvolo ravvicinato della Luna.
Questa missione comprendeva il veicolo Sojuz 7K-L1, anche conosciuto come "Zond", e l'apposito lanciatore per le Sojuz 7K-L1, il Proton 7K-L1. Il veicolo Sojuz per questa missione era il terzo esemplare lanciato, dopo i precedenti delle missioni Cosmos 146 e Cosmos 154, ma solo il primo ad avere come obiettivo il sorvolo ravvicinato della Luna, in quanto le due missioni precedenti avevano lo scopo di testare la funzionalità del quarto stadio del Proton, il Blok-D, che serviva a portare la Sojuz in un'orbita trans-lunare. Le prime due missioni per testare lo stadio vennero immesse in orbite ellittiche rimanendo lontane dalla Luna e per poi rientrare in atmosfera, mentre questa missione mirava a compiere un sorvolo ravvicinato della Luna per poi rientrare in atmosfera.
La missione venne lanciata il 27 settembre del 1967 alle ore 22:11 UTC, ma poco dopo un minuto dal lancio, a T+67 secondi, un motore del primo stadio si spense per un malfunzionamento e venne inviato dal controllo missione il comando di spegnimento dei motori restanti, facendo precipitare al suolo il lanciatore a circa 50 km ad est del cosmodromo.